# Heberdenia excelsa
Heberdenia excelsa Banks ex Roem. & Schult., conocido en castellano como aderno o sacatero, es la única especie del género Heberdenia. Son arbustos o pequeños árboles perennes pertenecientes a la familia Primulaceae. Es originaria de Macaronesia.

## Descripción
Se trata de un arbusto o árbol pequeño de 4 a 8 metros de altura, siempreverde. Hojas simples, de morfología variable según su situación ecológica. Pueden ser oblongas, oblanceoladas u obovadas, siendo subcoriáceas, verde-oscuras y lustrosas en la cara superior, con nervadura lateral relativamente gruesa e identificable a primera vista. Lámina de 6-8 cm de largo y de 2-4 cm de ancho. Flores agrupadas en inflorescencias subterminales o apareciendo en las mismas ramas, de color blanquecino-verdoso y fragantes. Los frutos son esféricos y carnosos, de color rosáceo-purpúreo, con un apéndice filiforme largo.

## Distribución y hábitat
Es un endemismo de los archipiélagos macaronésicos de Canarias ―España― y Madeira ―Portugal―.
En Canarias se encuentra en todas las islas a excepción de Lanzarote y La Graciosa.
En Madeira se localiza en la isla homónima, así como en Porto Santo e Islas Desiertas.

## Taxonomía
El taxón fue originalmente descrito y publicado como Ardisia excelsa por el botánico escocés William Aiton en Hortus Kewensis en 1789. Tras varios cambios taxonómicos, fue nominado como Heberdenia excelsa por el botánico británico Joseph Banks, siendo publicado por Josef August Schultes y Johann Jakob Roemer en Systema vegetabilium en 1819.
Etimología
- Heberdenia: nombre genérico dedicado al médico y naturalista inglés Thomas Heberden.
- excelsa: epíteto que procede del latín excelsus, con el sentido de alto, muy alto, excelente o sobresaliente.

Sinonimia
Presenta los siguientes sinónimos:
- Anguillaria bahamensis Gaertn.
- Anguillaria excelsa (Aiton) Lam.
- Ardisia bahamensis (Gaertn.) A.DC.
- Ardisia excelsa Aiton
- Heberdenia bahamensis (Gaertn.) Sprague
- Heberdenia excelsa (Aiton) DC.
- Icacorea bahamenis Lam.
- Myrsine excelsa (Aiton) Link
- Myrsine heberdenia (Aiton) Roem. & Schult.

## Estado de conservación
Está catalogada como especie vulnerable en la Lista Roja de la UICN.
Se encuentra protegida a nivel de la Comunidad Autónoma de Canarias por la Orden de 20 de febrero de 1991 sobre protección de especies de la flora vascular silvestre en su Anexo II.

## Nombres comunes
Se conoce en las islas Canarias con el nombre de aderno o sacatero/saquitero.